# Thoe puella
Thoe puella är en kräftdjursart som beskrevs av William Stimpson 1860. Thoe puella ingår i släktet Thoe och familjen Mithracidae. Inga underarter finns listade i Catalogue of Life.